# Necròpolis de Pantalica
La necròpolis de Pantalica al sud-est de Sicília, Itàlia, és una col·lecció de cementiris amb tombes nínxol, que daten del segle xiii al segle VII aC. Es creia que podien ser més de 5.000 tombes, tot i que l'estimació més recent suggereix una xifra de poc menys de 4.000. S'estenen al voltant dels flancs d'un gran promontori situat a la cruïlla del riu Anapo, amb el seu afluent, el Calcinara, a uns 23 km al nord-oest de Siracusa. Juntament amb la ciutat de Siracusa, Pantalica va ser catalogat com a Patrimoni de la Humanitat per la UNESCO el 2005.